# Otus
Otus（おーたす）は2013年からカール・ツァイスが35mm判一眼レフカメラ用マニュアルフォーカスレンズに使用しているレンズブランドである。名称はラテン語のフクロウの一種に由来する。いずれも大口径のレンズであることから、夜目が利くフクロウから名前が採られている。
「究極の光学性能を追求した」とされるツァイスの写真用レンズのフラッグシップシリーズである。高性能を追求しているがうえにいずれも極めて大きく重い。
いずれもニコンFマウント版（Ai-S互換）とキヤノンEFマウント版があり、どちらもフォーカスエイドに対応するほか、ピントリングの回転方向は純正レンズに合わせられている。

## 製品
- Otus 1.4/28 - 28mm F1.4。アポクロマート設計の逆望遠型で「Apo Distagon」銘を冠する。非球面レンズと異常分散レンズを含む13群16枚。近距離補正機構で最短撮影距離0.3m。アタッチメントはφ95mmP=1mmねじ込み。実質歪曲収差はない[1]。
- Otus 1.4/55 - 55mm F1.4。アポクロマート設計の逆望遠型で「Apo Distagon」銘を冠する。10群12枚。近距離補正機構で最短撮影距離0.5m。アタッチメントはφ77mmP=0.75mmねじ込み。Fマウント(Ai-S互換)とEFマウントがある。焦点域としてはは標準レンズに属するレンズであるが、従来ツァイスが伝統的に標準レンズに採用してきたプラナー構成ではなくディスタゴン構成を採用することでテレセントリック性を高め、デジタルカメラにおいて使用した際の性能を向上させている[4]。

- Otus 1.4/85 - 85mm F1.4。アポクロマート設計のダブルガウス型で「Apo Planar」銘を冠する。非球面レンズと異常分散レンズを含む9群11枚。近距離補正機構で最短撮影距離0.8m。アタッチメントはφ86mmP=1mmねじ込み[5]。
- Otus 1.4/100 - 100mm F1.4。アポクロマート設計で「Apo Sonnar」銘を冠する。非球面レンズと異常分散レンズを含む6群14枚。近距離補正機構で最短撮影距離1.0m。アタッチメントはφ86mmP=1mmねじ込み[6]。